# SATySFi
SATySFi (/ˈsætɪsfaɪ/、サティスファイ、Static Analysis-based TYpesetting System for Functional Implementation) は、クロスプラットフォームの組版処理システムである。開発者は諏訪敬之。
IPAの2017年度の未踏IT人材発掘・育成事業として採択され、支援の下に開発された。

## 概要
SATySFiは静的型付けにより、柔軟で可読性の高い記述と、組版処理よりも前の段階での詳細なエラー報告を実現している。
SATySFiの構文は、文書の執筆のための部分とコマンド定義のための部分からなる。前者はLaTeX風の構文である。後者はOCamlやF#風の構文で、組版処理のための基本型を備えている。
現在は組版処理の結果としてのPDFの出力と、HTMLやLaTeXなどのテキストファイルの出力に対応している。